# Mayor Sánchez di Navarra
Mayor Sánchez di Navarra (1015 circa – 1043 circa) fu una principessa di Navarra e contessa consorte di Tolosa.

## Origine
Mayor era figlia del re di Navarra Sancho III Garcés di Navarra e di Munia di Castiglia, figlia de conte di Castiglia, Sancho Garcés e di Urraca Gomez (?-1038), figlia di Gomez Diaz, conte di Saldaña, della famiglia dei Banu Gómez, e della zia di Sancho, Muniadomna Fernandez di Castiglia, figlia di Fernan Gonzales.. Sancho era figlio del re di Pamplona García II Sánchez e di Jimena Fernández, figlia del conte Fernando Bermúdez (discendente del re delle Asturie Ordoño I) e della moglie Elvira.

## Biografia

Stemma dei conti di Tolosa

Mayor, verso il 1037, portando in dote terreni e castelli nella zona d'Albì e di Nîmes, venne data in sposa all'erede delle contee di Tolosa, di Nîmes e d'Albi, Ponzio, figlio primogenito del conte di Tolosa, duca di Settimania, conte di Nîmes e conte d'Albi, Guglielmo III Tagliaferro e di Emma di Provenza (come risulta da una donazione, del 999, che si trova negli Archives du Gard in cui Emma è citata come moglie di Guglielmo III Tagliaferro e dove sono ricordati anche i figli, tra cui Ponzio), figlia del marchese di Provenza, Rotboldo III e di Ermengarda (come viene ribadito nel documento nº 172 del volume V delle Preuves de l'Histoire Générale de Languedoc), di cui non si conoscono gli ascendenti.
Al momento del matrimonio, secondo il documento nº 211 del volume V delle Preuves de l'Histoire Générale de Languedoc, in cui suo padre Guglielmo III, compare come sottoscrittore, Ponzio fece dono di una proprietà a Mayor, che era la sua prima moglie e che i cronisti francesi chiamavano "Majorie" .
In quello stesso anno, alla morte del padre, suo marito Ponzio II gli subentrò nei titoli di conte di Tolosa, Nîmes ed Albì; mentre il cognato, Bertrando (998 circa-1062), affiancò la madre, Emma nel governo del marchesato di Provenza.
Dopo pochi anni, 1040 circa, Mayor venne ripudiata dal marito.
Poco dopo, verso il 1043, Mayor morì ed il marito contrasse un nuovo matrimonio con Almodis de La Marche (1020-1071, che aveva sposato in peme nozze, il signore di Lusignano, Ugo V detto il Pio († 1060), e poi, nel 1053, dopo essere stata anch'ella ripudiata, avrebbe sposato, in terze nozze, il conte Raimondo Berengario I di Barcellona.

## Figli
Mayor diede al marito un figlio:
- Ponzio il Giovane (confermato dalle Europäische Stammtafeln[9], libro III, non consultate[5]) (?-1063), che venne escluso dalla successione, pur essendo il primogenito, per cui alcuni storici ne mettono in dubbio l'esistenza. Ad ereditare i titoli paterni furono i primi due figli che il conte ebbe dalla seconda moglie: Guglielmo[8] e Raimondo[8].

## Ascendenza
|                              |                  |                                   | Genitori                  |  |  | Nonni |  |  | Bisnonni                    |  |  | Trisnonni                   |  |
|                              |                  |                                   |                           |  |  |       |  |  | Sancho II Garcés di Navarra |  |  | García I Sánchez di Navarra |  |
|                              |                  |                                   |                           |  |  |       |  |  | Sancho II Garcés di Navarra |  |  | García I Sánchez di Navarra |  |
|                              |                  | Andregoto Galíndez                |                           |  |  |       |  |  | Sancho II Garcés di Navarra |  |  |                             |  |
| García II Sánchez di Navarra |                  |                                   |                           |  |  |       |  |  | Sancho II Garcés di Navarra |  |  |                             |  |
|                              |                  | Urraca di Castiglia               | Ferdinando Gonzales       |  |  |       |  |  |                             |  |  |                             |  |
|                              |                  | Urraca di Castiglia               | Ferdinando Gonzales       |  |  |       |  |  |                             |  |  |                             |  |
|                              |                  | Urraca di Castiglia               | Sancha Sánchez di Navarra |  |  |       |  |  |                             |  |  |                             |  |
| Sancho III Garcés di Navarra |                  | Urraca di Castiglia               |                           |  |  |       |  |  |                             |  |  |                             |  |
|                              |                  | Fernando Bermúdez                 | …                         |  |  |       |  |  |                             |  |  |                             |  |
|                              |                  | Fernando Bermúdez                 | …                         |  |  |       |  |  |                             |  |  |                             |  |
|                              |                  | Fernando Bermúdez                 | …                         |  |  |       |  |  |                             |  |  |                             |  |
| Jimena Fernández             |                  | Fernando Bermúdez                 |                           |  |  |       |  |  |                             |  |  |                             |  |
|                              |                  | Elvira                            | …                         |  |  |       |  |  |                             |  |  |                             |  |
|                              |                  | Elvira                            | …                         |  |  |       |  |  |                             |  |  |                             |  |
|                              |                  | Elvira                            | …                         |  |  |       |  |  |                             |  |  |                             |  |
| Mayor Sánchez di Navarra     |                  | Elvira                            |                           |  |  |       |  |  |                             |  |  |                             |  |
|                              | García Fernández | Ferdinando Gonzales               |                           |  |  |       |  |  |                             |  |  |                             |  |
|                              | García Fernández | Ferdinando Gonzales               |                           |  |  |       |  |  |                             |  |  |                             |  |
|                              | García Fernández | Sancha Sánchez di Navarra         |                           |  |  |       |  |  |                             |  |  |                             |  |
| Sancho Garcés                | García Fernández |                                   |                           |  |  |       |  |  |                             |  |  |                             |  |
|                              |                  | Ava di Ribagorza                  | Raimondo II di Ribagorza  |  |  |       |  |  |                             |  |  |                             |  |
|                              |                  | Ava di Ribagorza                  | Raimondo II di Ribagorza  |  |  |       |  |  |                             |  |  |                             |  |
|                              |                  | Ava di Ribagorza                  | Garsenda di Fezensac      |  |  |       |  |  |                             |  |  |                             |  |
| Munia di Castiglia           |                  | Ava di Ribagorza                  |                           |  |  |       |  |  |                             |  |  |                             |  |
|                              |                  | Gomez Diaz                        | …                         |  |  |       |  |  |                             |  |  |                             |  |
|                              |                  | Gomez Diaz                        | …                         |  |  |       |  |  |                             |  |  |                             |  |
|                              |                  | Gomez Diaz                        | …                         |  |  |       |  |  |                             |  |  |                             |  |
| Urraca Gomez                 |                  | Gomez Diaz                        |                           |  |  |       |  |  |                             |  |  |                             |  |
|                              |                  | Muniadomna Fernandez di Castiglia | …                         |  |  |       |  |  |                             |  |  |                             |  |
|                              |                  | Muniadomna Fernandez di Castiglia | …                         |  |  |       |  |  |                             |  |  |                             |  |
|                              |                  | Muniadomna Fernandez di Castiglia | …                         |  |  |       |  |  |                             |  |  |                             |  |
|                              |                  | Muniadomna Fernandez di Castiglia |                           |  |  |       |  |  |                             |  |  |                             |  |

### Fonti primarie
- (LA)  Preuves de l'Histoire Générale de Languedoc, tome V.
- (LA)  Chronicon sancti Maxentii Pictavensis, Chroniques des Eglises d'Anjou.

### Letteratura storiografica
- Louis Alphen, La Francia nell'XI secolo, in "Storia del mondo medievale", vol. II, 1999, pp. 770–806
- Rafael Altamira, Il califfato occidentale, in Storia del mondo medievale, vol. II, 1999, pp. 477–515